# Flagge Arubas

Flagge des Gouverneurs

Die Flagge Arubas wurde offiziell zusammen mit der Nationalhymne Aruba Dushi Tera am 18. März 1976 eingeführt. Dieser Tag wurde gewählt, weil am 18. März 1948 die Niederlande das Recht Arubas akzeptierten, den Status eines Landes im Königreich der Niederlande zu wählen.
Die Flagge Arubas hat vier Farben: Fahnentuch-Gelb, Rittersporn-Blau (auch die Farbe der UNO), Union-Jack-Rot und Weiß. Das Blau steht für das Aruba umgebende Meer. Gelb ist die Farbe des Reichtums der Insel durch die Gold-, Aloe-vera- und Erdöl-Industrie. Rot symbolisiert die Liebe der Arubaner für ihr Land und die historische Holzindustrie. Weiß symbolisiert die schneeweißen Strände, aber auch die Reinheit der Herzen der nach Gerechtigkeit, Ordnung und Freiheit strebenden Menschen Arubas.
Die Symbole der Flagge bestehen aus einem roten Stern und zwei gelben Streifen. Sie repräsentieren die mehr als 40 Nationalitäten, die in das Land einwanderten. Der Stern steht auch für die Inseln selbst, umgeben von dem blauen Meer. Die horizontalen Streifen kennzeichnen die freie und gesonderte Position, welche Aruba im Königreich der Niederlande genießt.
Aruba feiert am 18. März den Tag der Flagge und Nationalhymne.